# Aporfin
Aporfin je jedna od hinolinskih klasa alkaloida. Mnoštvo različitih derivata ovog jedinjenja je prečišćeno iz biljaka. Jdean od često korištenih derivata aporfina je apomorfin.